# Phan Trọng Khánh
Phan Trọng Khánh (sinh 1954) là đại biểu Quốc hội Việt Nam khóa 12, thuộc đoàn đại biểu Hải Phòng.